# Federico Gutiérrez-Larraya
Federico Gutiérrez-Larraya Planas (Madrid, 1919-2004), de nombre artístico Federico G. Larraya fue un director de fotografía español. Habiendo trabajado en películas y en Televisión Española, en 1996, obtuvo el Goya de Honor.

## Carrera
Su padre, Tomas Gutiérrez Larraya (ya que el apellido Gutiérrez-Larraya fue creado por el mismo Tomas, cuando le iban a otorgar el título de Grandeza de España y de Conde de Larraya) era pintor y escritor, y escribió varios manuales de pintura, como también dirigió algunas revistas de ámbito nacional. Federico y su hermano Aurelio, desde pequeños, ya se vieron dentro del mundo de los medios.
Junto a su hermano, Aurelio G. Larraya , se trata de uno de los más importantes directores de fotografía del cine español, habiendo participado en películas como Don Erre que Erre de José Luis Sáenz de Heredia, o La cabina, de Antonio Mercero. También participó en importantes programas televisivos de TVE como Historias para no dormir. Su hermano Aurelio, trabajó principalmente en televisión.
En 1996 se le concedió el Premio Goya de Honor por su trayectoria.

## Familia
Hijo del profesor Tomás Gutiérrez-Larraya y Díaz de la Campa y de Ana Planas.
Hermano de:
Aurora Gutiérrez-Larraya Planas (1916-2016)
Juan Antonio Gutiérrez-Larraya Planas (1918-2012), catedrático en Filología Semítica por la Universidad de Barcelona.
Aurelio G. Larraya (1921-1992), director de fotografía

## Películas destacadas
Algunas de sus películas más destacables son Don Erre que Erre, de José Luis Sáenz de Heredia, con Paco Martínez Soria; La decente, con Concha Velasco y Alfredo Landa como protagonistas; o El espontáneo de Jorge Grau; así como el corto de Antonio Mercero La cabina (en esta última, figurando bajo el seudónimo Francisco G. Conde).